# Sågdammen (Viresjö)
Sågdammen är en sjö i Nässjö kommun i Småland och ingår i Lagans huvudavrinningsområde. Sjöns area är 0,04 kvadratkilometer och den befinner sig 300 meter över havet.